# Australische Badmintonmeisterschaft 1970
Die Australische Badmintonmeisterschaft 1970 fand vom 30. August bis zum 4. September 1970 in Adelaide statt.

## Finalresultate
| Disziplin    | Sieger                        | Finalist                        | Ergebnis            |
| ------------ | ----------------------------- | ------------------------------- | ------------------- |
| Herreneinzel | Ross Livingston               | David Hoppen                    | 15-2, 15-9          |
| Dameneinzel  | Judy Nyirati                  | Jane Bennett                    | 11-4, 11-8          |
| Herrendoppel | David Hoppen M. Lockwood      | Christopher Hardwick Colin Cutt | 15-11, 16-18, 15-4  |
| Damendoppel  | G. Genders Beverley Hite      | J. Stone Fay Truscott           | 17-16, 15-11        |
| Mixed        | Ross Livingston Beverley Hite | Don Murray G. Genders           | 10-15, 18-16, 15-11 |

Anmerkungen
Federball gibt als Austragungsort Sydney an.